# Кламаран, Антуан
Антуан Кламаран (фр. Antoine Clamaran; род. 18 ноября 1964 года, Вийёрбан) — французский диджей и музыкальный продюсер.

## Биография
С детства Кламаран увлекался музыкой, чему способствовали его родители. В начале 90-х годов он стал диджеем, работая на парижской радиостанции Maximum FM (одной из ведущих танцевальных станций в то время). Постепенно Кламаран завоёвывает аудиторию и через несколько лет становится резидентом легендарного клуба LePalace (аналога знаменитого Нью-Йоркского клуба Studio 54), где играет на воскресной вечеринке Gay Tea Dance вместе с известным диджеем Лораном Гарнье. В 1992 году Кламаран принимает участие в проекте совместно с Лораном Потратом. В результате, релиз «I’ve got music in me» делает Кламарана широко известным. После успеха этого релиза Кламаран начинает интенсивную студийную работу. Антуан работал под именами Carayca, 400HZ, D Plac, LAC, Unchain & House Train и к 1998 году попал в список 50 самых популярных музыкантов Франции. К тому же, Кламаран совмещает студийную запись с клубными выступлениями в двух крупнейших танцевальных клубах Парижа: Palace и Le Queen. В 1998 году он подготовил 3 клубных проекта под общим названием Omega: «Dreaming Of A Better World», «Peace & Harmony», «The Mission». Все альбомы получили золотой статус во Франции (250 тысяч копий), но за рубежом не издавались. В 1999 году Кламаран оставляет коммерческую музыку и начинает заниматься настоящим хаусом. При этом, Антуан решает выйти на международный уровень. Его первые синглы «Do The Funk», «Get Up» и «After» стали основополагающими в новом специфическом направлении: «french filtered sound» (букв. «французский фильтрованный звук»). Эти треки были выпущены в США под лейблом Filtered records компанией Discoland EP. Записи оказали исключительное влияние на известнейших мировых диджеев, включая таких как Boris Duglosch, Erick Morillo, Пит Тонг, Danny Rampling и Робби Ривера. Сингл «We Come To Party», записанный совместно с Basement Jaxx стал одним из самых популярных хаус-синглов. В 1999 году, за несколько дней до Нового года, Clap production (лейбл Кламарана и Потрата) объединился с Penso Positivo (компанией другого известного французского диджея Клода Моне). В настоящее время Кламаран, совместно с Penso Positivo сотрудничает ещё с четырьмя лейблами: Academy, North Club, House Trade Records and Basic traxx. В 2000 году Антуан достиг вершин французских чартов совместно с Vibration INC. В настоящее время Кламаран является резидентом двух крупнейших французских клубов: Les Bains Douches и Le Queen.

## Дискография
- 2002 — Release Yourself
- 2005 — Let’s Get Together
- 2005 — Take Off
- 2007 — The Best of Antoine Clamaran — Inside
- 2009 — Spotlight